# Rush (film, 1991)
Rush är en thrillerdramafilm från 1991.

## Handling
En erfaren drogberoende detektiv (spelad av Jason Patric) och hans oerfarna partner (spelad av Jennifer Jason Leigh) jagar tillsammans en knarklangare (spelad av Gregg Allman). De börjar stjäla av bevismaterialet.

## Om filmen
Rush regisserades av Lili Fini Zanuck och baserades på en roman skriven av Kim Wozencraft.

## Rollista (urval)
| Skådespelare         | Roll                    |
| -------------------- | ----------------------- |
| Jason Patric         | Jim Raynor              |
| Jennifer Jason Leigh | Kristen Cates           |
| Sam Elliott          | Dodd                    |
| Max Perlich          | Walker                  |
| Gregg Allman         | Gaines                  |
| Tony Frank           | Nettle                  |
| William Sadler       | Monroe                  |
| Special K. McCray    | Willie Red              |
| Dennis Letts         | advokat                 |
| Dennis Burkley       | kille på motorcykel     |
| Glenn Wilson         | kille på motorcykel     |
| Jimmy Pickens        | mannen på discot        |
| Barbara Lasater      | bartender på Rosa Rosen |
| Toni Pilgreen        | Drillers servitris      |
| Merrill Connally     | försvarsadvokaten       |